# 398

## Hlavy států
- Papež – Siricius (384–399)
- Východořímská říše – Arcadius (395–408)
- Západořímská říše – Honorius (395–423)
- Perská říše – Bahrám IV. (388–399)
- Vizigóti – Alarich I. (395–410)